# Милберн (Њу Џерзи)
Милберн (енгл. Millburn) град је у америчкој савезној држави Њу Џерзи.

## Демографија
По попису из 2000. године број становника је 19.765.
| Група             | 2000.          |
| Белци             | 17.262 (87,3%) |
| Афроамериканци    | 217 (1,1%)     |
| Азијати           | 1.660 (8,4%)   |
| Хиспаноамериканци | 404 (2,0%)     |
| Укупно            | 19.765         |